# Église Saint-Pierre de Chavannes-sur-Suran
L'église Saint-Pierre de Chavannes-sur-Suran est une église située en France sur la commune de Chavannes-sur-Suran dans le département de l’Ain en région Auvergne-Rhône-Alpes.
Elle fait l'objet d'une inscription au titre des monuments historiques depuis le 22 juin 1946.

## Présentation

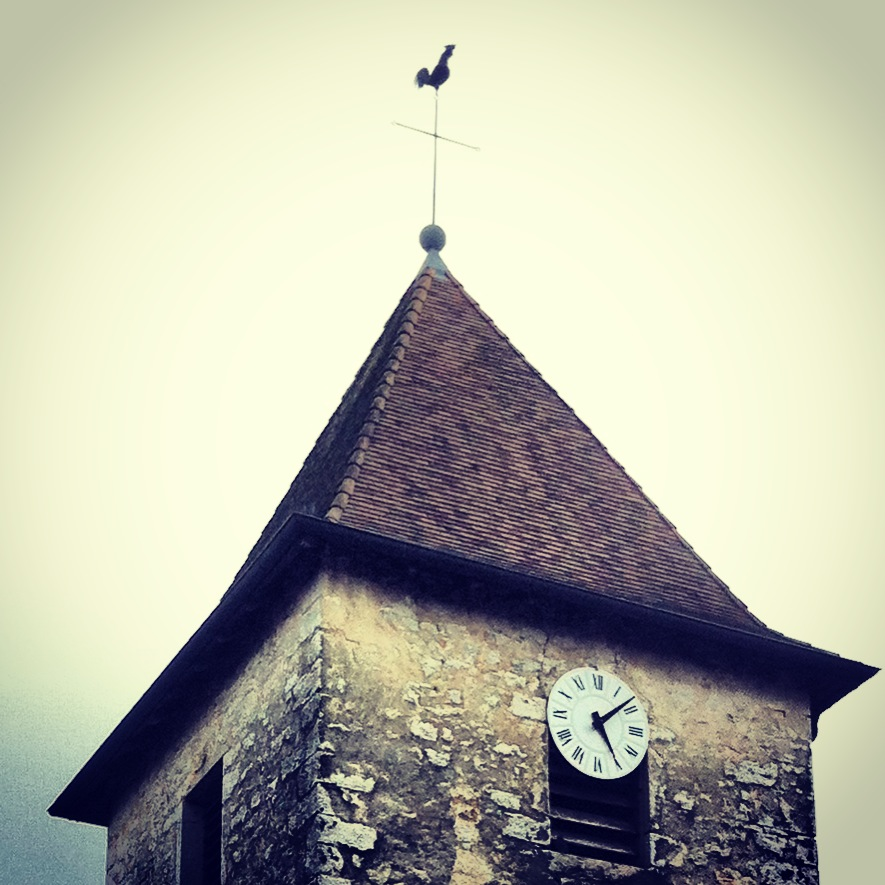
Vue du Clocher, surmonté d'un coq.

L'église est située dans le département français de l'Ain, sur la commune de Chavannes-sur-Suran. L'édifice est inscrit au titre des monuments historiques en 1946.